# National Hockey League 1928/1929
National Hockey League 1928/1929 var den tolfte säsongen av NHL. 10 lag spelade 44 matcher var i grundserien innan spelet Stanley Cup inleddes den 19 mars 1929. Stanley Cup vanns av Boston Bruins som tog sin första titel efter finalseger mot New York Rangers med 2-0 i matcher. Det var också första gången som båda finallagen kom från USA.

## Grundserien

### Canadian Division
| Nr | Lag                 | S  | V  | O  | F  | GM | IM | MS  | P  |
| -- | ------------------- | -- | -- | -- | -- | -- | -- | --- | -- |
| 1  | Montreal Canadiens  | 44 | 22 | 15 | 7  | 71 | 43 | +28 | 59 |
| 2  | New York Americans  | 44 | 19 | 12 | 13 | 53 | 53 | 0   | 50 |
| 3  | Toronto Maple Leafs | 44 | 21 | 5  | 18 | 85 | 69 | +16 | 47 |
| 4  | Ottawa Senators     | 44 | 14 | 13 | 17 | 54 | 67 | −13 | 41 |
| 5  | Montreal Maroons    | 44 | 15 | 9  | 20 | 67 | 65 | +2  | 39 |

### American Division
| Nr | Lag                 | S  | V  | O  | F  | GM | IM | MS  | P  |
| -- | ------------------- | -- | -- | -- | -- | -- | -- | --- | -- |
| 1  | Boston Bruins       | 44 | 26 | 5  | 13 | 89 | 52 | +37 | 57 |
| 2  | New York Rangers    | 44 | 21 | 10 | 13 | 72 | 65 | +7  | 52 |
| 3  | Detroit Cougars     | 44 | 19 | 9  | 16 | 72 | 63 | +9  | 47 |
| 4  | Pittsburgh Pirates  | 44 | 9  | 8  | 27 | 46 | 80 | −34 | 26 |
| 5  | Chicago Black Hawks | 44 | 7  | 8  | 29 | 33 | 85 | −52 | 22 |

## Poängligan 1928/1929
Not: SM = Spelade matcher, M = Mål, A = Assists, P = Poäng
| Spelare       | Lag                 | SM | M  | A  | P  |
| ------------- | ------------------- | -- | -- | -- | -- |
| Ace Bailey    | Toronto Maple Leafs | 44 | 22 | 10 | 32 |
| Nels Stewart  | Montreal Maroons    | 44 | 21 | 8  | 29 |
| Howie Morenz  | Montreal Canadiens  | 42 | 17 | 10 | 27 |
| Carson Cooper | Detroit Cougars     | 43 | 18 | 9  | 27 |
| Andy Blair    | Toronto Maple Leafs | 44 | 12 | 15 | 27 |

## Slutspelet 1929
Sex lag gjorde upp om Stanley Cup-pokalen. De båda ettorna i serierna spelade semifinal mot varandra om en finalplats i bäst av fem matcher. 
Tvåorna och treorna spelade kvartsfinaler i bäst av två matcher där det lag som gjort flest mål gick till semifinal. Vinnarna spelade mot varandra i en semifinalserie i bäst av tre matcher. Finalserien spelades också i bäst av tre matcher.

### Kvartsfinal
New York Rangers vs. New York Americans
New York Rangers vann serien med 1-0 i målskillnad.
Toronto Maple Leafs vs. Detroit Cougars
Toronto Maple Leafs vann serien med 7-2 i målskillnad.

### Semifinal
Montreal Canadiens vs. Boston Bruins
Boston Bruins vann semifinalserien med 3-0 i matcher.
New York Rangers vs. Toronto Maple Leafs
New York Rangers vann semifinalserien med 2-0 i matcher.

## Stanley Cup-final
Boston Bruins vs. New York Rangers
Boston Bruins vann finalserien med 2-0 i matcher

## NHL Awards
| 1928–29 NHL Awards      | 1928–29 NHL Awards                    |
| ----------------------- | ------------------------------------- |
| O'Brien Trophy:         | Montreal Canadiens                    |
| Prince of Wales Trophy: | Boston Bruins                         |
| Hart Memorial Trophy:   | Roy Worters, New York Americans       |
| Lady Byng Trophy:       | Frank Boucher, New York Rangers       |
| Vezina Trophy:          | George Hainsworth, Montreal Canadiens |